# 6306 Nishimura
6306 Nishimura eller 1989 UL3 är en asteroid i huvudbältet, som upptäcktes den 30 oktober 1989 av den japanske amatörastronomen Atsushi Sugie i Dynic-observatoriet. Den är uppkallad efter Yūji Nishimura.
Asteroiden har en diameter på ungefär 15 kilometer och den tillhör asteroidgruppen Mitidika.